# Microprogramação
Microprogramação é programar de forma estratégica a unidade de controle de um processador a nível de operações.
Microcódigo permite a projetistas tornar as versões de máquinas mais atuais compatíveis com as antigas.
A arquitetura que usa microprogramação é a CISC. Instruções diferentes levam quantidades diferentes de ciclo de clock para executar, o que pode tornar a máquina excessivamente lenta. Instruções muito especializadas não são usadas com a frequência suficiente a ponto de justificar sua existência - aproximadamente 20% das instruções disponíveis são usadas em um programa típico. Instruções CISC típicas setam "condition codes", o que demanda tempo de execução, além do fato de os programadores terem um esforço extra em lembrar de examina-las.